# Salles-Adour
Salles-Adour är en kommun i departementet Hautes-Pyrénées i regionen Occitanien i sydvästra Frankrike. Kommunen ligger i kantonen Séméac som tillhör arrondissementet Tarbes. År 2022 hade Salles-Adour 568 invånare.

## Befolkningsutveckling
Antalet invånare i kommunen Salles-Adour
| Referens: INSEE |